# Franz Abresch
Franz Abresch (fl. XIX secolo) è stato un incisore e illustratore tedesco.

## Biografia
Allievo di Carl Ludwig Frommel, fu autore di paesaggi e di marine. Sue incisioni illustrarono i volumi Vedute del Reno di William Tombleson (Londra, 1822) e Germania pittoresca e romantica di Georg Wigand (Lipsia, 1837-1850).

## Galleria d'immagini

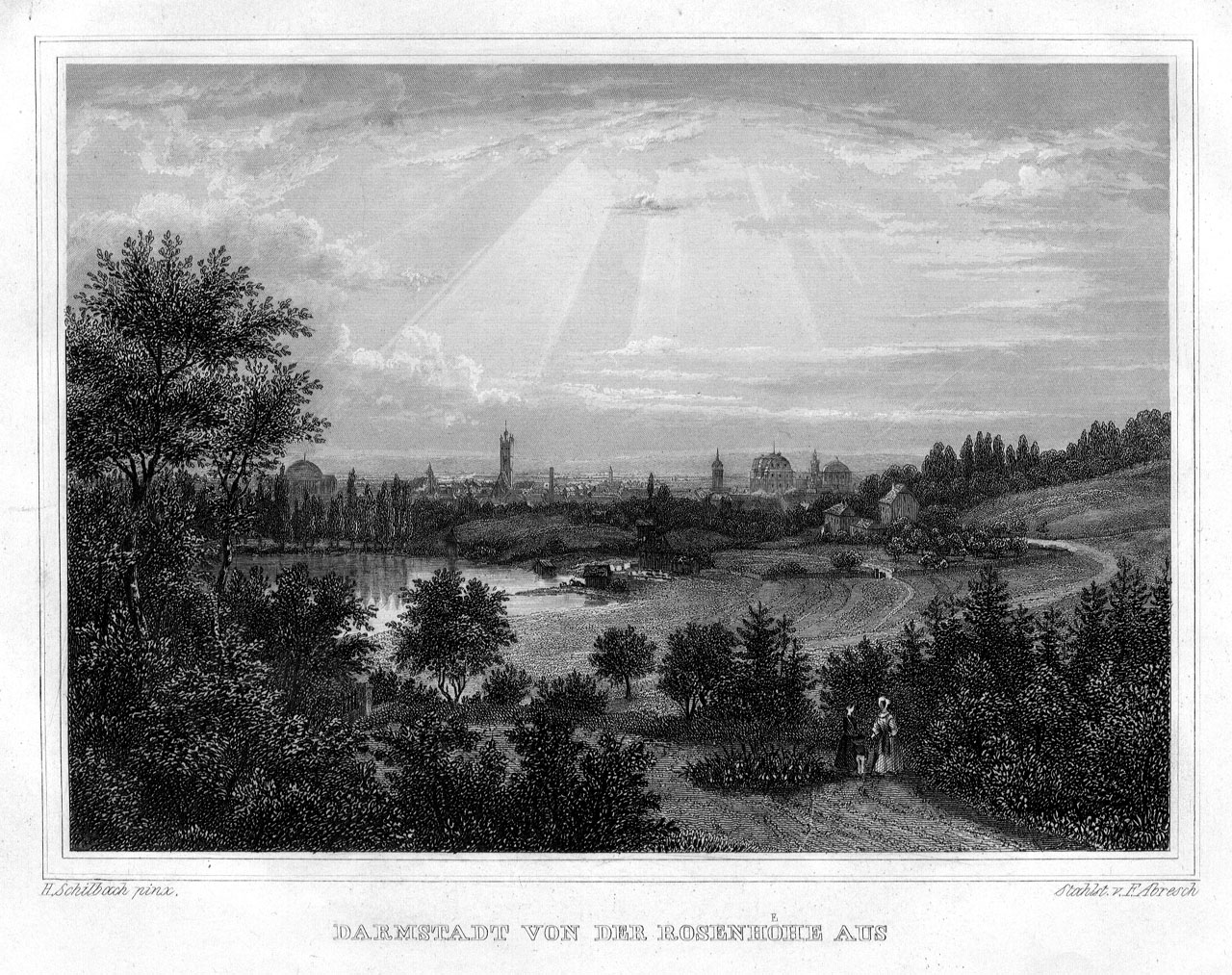
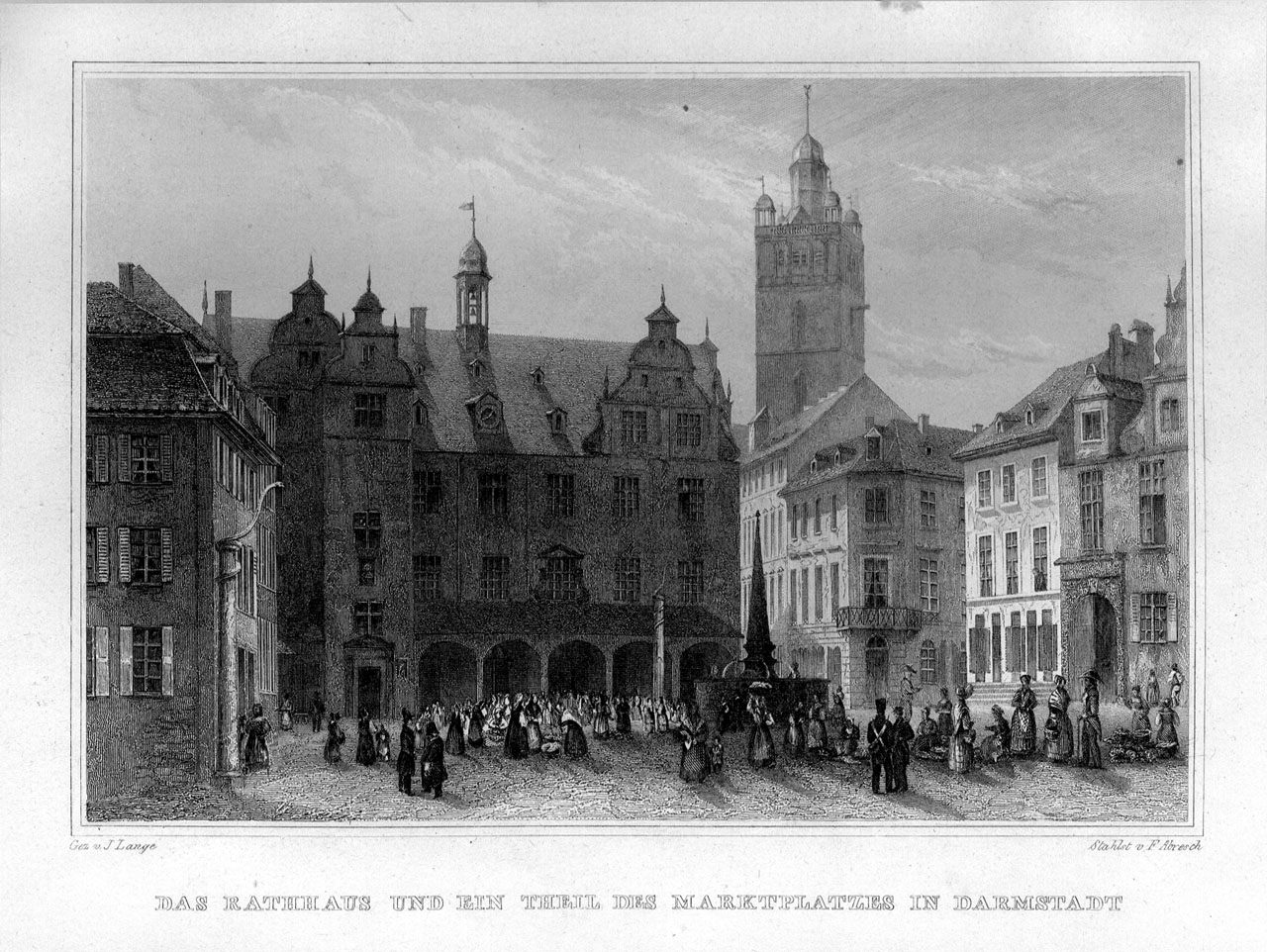
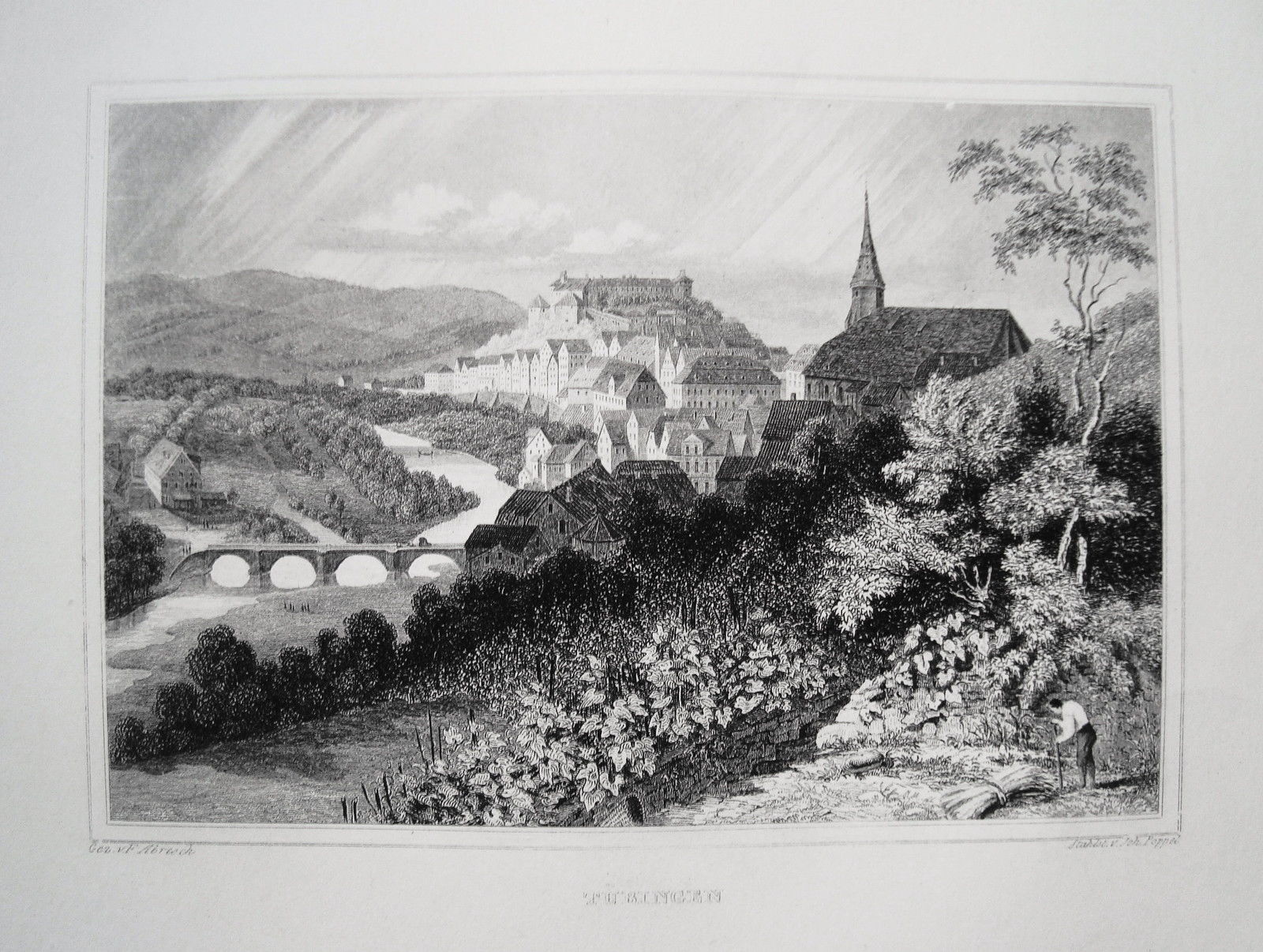